# Proechimys goeldii
Proechimys goeldii е вид бозайник от семейство Бодливи плъхове (Echimyidae). Видът е световно застрашен, със статут Уязвим.

## Разпространение
Разпространен е в Бразилия и Колумбия.